# Louis Vulliemin
Ne doit pas être confondu avec Louis Vuillemin.
Louis Vulliemin, né le 7 septembre 1797, mort le 10 août 1879, est un pasteur, professeur à l'Académie de Lausanne, historien et journaliste politique suisse.

## Enfance et études
Il est le fils de François-Louis Vulliemin, receveur baillival à Yverdon, et de Marie-Esther Gonthier. Louis Vulliemin est l'élève de Johann Heinrich Pestalozzi avant d'entrer au Collège de Thoune. Pendant deux ans, il y apprend l'allemand et étudie la civilisation grecque.
De retour dans le canton de Vaud, il étudie la théologie à Lausanne. Il loge à la pension Monastier, dans le quartier de Cité-Dessous. En 1819, le père de Vulliemin meurt et la famille s'installe à Lausanne, à la campagne de l'Hermitage. Bellettrien de 1812 à 1816, Vulliemin participe à la fondation de la section vaudoise de la société d'étudiants Zofingue. Il est élève de Charles Monnard, avec lequel il nouera des liens étroits.

## Vulliemin pasteur
Licencié en théologie et consacré en 1821, Vulliemin fait des remplacements à Chexbres pendant deux ans, puis à Morrens et à Montheron[réf. nécessaire] et, dès 1823, à Nyon.
Le 26 novembre 1824, il épouse à Prangins Marie-Louise Galliard, avec laquelle il aura quatre enfants : Anna (1827), Elisabeth (1829), Augusta (1832) et Louis-Auguste (1836).
La loi condamnant les assemblées religieuses est promulguée en 1824. Vulliemin, partisan du Réveil, prend la défense des accusés. Il signe une pétition en faveur de la liberté religieuse adressée au gouvernement.

## Vulliemin historien et journaliste
Fatigué, il part se reposer à Paris en décembre 1825. Son état de santé l'oblige par la suite à abandonner ses fonctions officielles. Il se rend aux bains de Saint-Gervais, de Weissenburg et de Lavey. Il y rencontre Alexandre Vinet.
Libéré de ses charges paroissiales, il consacre alors son temps à des recherches historiques et publie son Essai historique sur l'Évangile. Cet ouvrage marque le début d'une activité d'historien qui durera un demi-siècle.
En 1834, il quitte Nyon et s'installe à Lausanne, dans la campagne de la Borde. Il collabore à la Revue chrétienne, qui deviendra en 1833 la Gazette évangélique. De 1835 à 1836, il publie le Chroniqueur, un journal bimensuel retraçant, à l'occasion de l'anniversaire de la réformation, les événements du XVIe siècle. Il réédite également l'Histoire de la Réformation de la Suisse, d'Abraham Ruchat.
Avec l'appui de Charles Monnard et de Juste Olivier, il fonde le 6 septembre 1837 la Société d'histoire de la Suisse romande. Il en sera le président jusqu'en 1855. En outre, de 1836 à 1851, il collabore avec Charles Monnard, Robert Glutz-Blotzheim et Johann Jakob Hottinger à la traduction collective de l'Histoire de la Confédération suisse de Johannes von Müller.
Dès le 1er septembre 1841, il dirige le Courrier suisse, organe d'information gouvernemental, qu'il quittera en 1845. Il y traite de la politique étrangère et y publie un feuilleton. Monnard y participe, s'intéressant plus à la politique suisse.
Partisan du régime renversé par la Révolution radicale de 1845, solidaire des pasteurs démissionnaires, il participe à la création de l'Église libre et à celle de la Faculté de théologie de l'Église Libre à Lausanne où il enseigne l'histoire ecclésiastique de 1847 à 1864.
Il encourage la création de l'École supérieure de jeunes filles et celle du Collège Galliard. En 1847, il enseigne à l'École Vinet et écrit dans La Patrie, revue mensuelle lausannoise. Il publie en 1849 Le Canton de Vaud.
En 1873, il commence la rédaction des deux volumes de l'Histoire de la Confédération depuis les Anciens Âges jusqu'à nos Jours, dont le premier paraîtra en 1875. Il écrit de plus pour des revues littéraires, des feuilles religieuses et politiques, collabore au Conteur vaudois et donne des conférences au Cercle littéraire.
Membre honoraire de sociétés d'histoire, suisses et étrangères, Vulliemin est docteur honoris causa de l'université de Bâle et membre de l'Académie des sciences, belles-lettres et arts de Besançon et de celle de Turin.
Il meurt le dimanche 10 août 1879 et est enterré le 12 août au cimetière de Montoie.

## Toponymie
Il existe à Lausanne (sur décision municipale de 1899 à la demande de la Société pour le développement de la Barre et environs) une avenue Louis-Vulliemin, entre la rue de la Barre et la route du Pavement.